# Franka Dietzsch
Franka Dietzsch, född 22 januari 1968 i Wolgast, Mecklenburg-Vorpommern, är en tysk friidrottare (diskus). 
Hon började tävla för det dåvarande Östtyskland under slutet av 1980-talet och blev tvåa vid det första ungdomsmästerskapet 1986. Trots att Dietzsch var en lovande junior dröjde det innan hon lyckades som senior. Hennes första stora merit som senior kom vid EM 1998 då hon blev europamästare. Hon följde upp det med att bli världsmästare vid VM 1999 i Sevilla efter ett kast på 68,14. Hon deltog även vid Olympiska sommarspelen 2000 i Sydney då hon blev sexa. 
Vid VM 2001 i Edmonton missade hon precis prispallen och slutade på fjärde plats efter ett längstakast på 65,38. VM 2003 blev ett stort misslyckande och hon blev utslagen redan i kvalet samma sak hände vid Olympiska sommarspelen 2004 i Aten.
Trots några mörka år var hon tillbaka som en vinnare vid VM 2005 i Helsingfors då hennes 66,56 räckte till guld. Vid EM året efter i Göteborg blev hon silvermedaljör efter Darja Pisjtjalnikova. Vid VM 2007 blev hon historisk som den äldsta guldmedaljören genom historien då hon vid 39 års ålder vann sitt tredje guld. Hon slutade tävla efter VM 2009 och var då den sista kvarvarande friidrottaren som tävlat för Östtyskland.

## Personligt rekord
- 69,51 från en tävling 1999